# Santervás de la Vega
Santervás de la Vega és un municipi de la província de Palència a la comunitat autònoma de Castella i Lleó (Espanya). Comprèn les pedanies de Villapún i Villarrobejo.

## Demografia
| 1991 | 1996 | 2001 | 2004 |
| ---- | ---- | ---- | ---- |
| 629  | 584  | 533  | 516  |